# Željko Matuš
Željko Matuš (Donja Stubica, 9 de agosto de 1935) é um ex-futebolista iugoslavo, medalhista olímpico. 

## Carreira
Željko Matuš fez parte do elenco medalha de ouro, nos Jogos Olímpicos de 1960. Ele também fez parte do elenco da Seleção Iugoslava na Copa do Mundo de 1962.